# Кулибали, Лассо
Лассо́ Кулибали́ (фр. Lasso Coulibaly; род. 19 октября 2002, Кот д'Ивуар) — ивуарийский футболист, полузащитник клуба «Осер».

## Карьера
Лассо — ивуарийский футболист, воспитанник ганской академии «Райт ту Дрим Академи», работающей в столице государства на деньги Мансур-групп и контролируемой Норшелланном. В феврале 2021 года перебрался в Данию. Окончание сезона 2020/2021 провёл в молодёжной команде «Норшелланна». С сезона 2021/2022 — игрок основной команды клуба. 18 июля 2021 года впервые появился на поле в матче датской Суперлиги, выйдя на замену на 54-й минуте вместо Оливера Антмана

## Статистика выступлений
| Клуб             | Сезон            | Лига             | Лига  | Лига | Кубок | Кубок | Междунар. | Междунар. | Всего | Всего |
| Клуб             | Сезон            | Лига             | Матчи | Голы | Матчи | Голы  | Матчи     | Голы      | Матчи | Голы  |
| ---------------- | ---------------- | ---------------- | ----- | ---- | ----- | ----- | --------- | --------- | ----- | ----- |
| Норшелланн       | 2021/2022        | Суперлига        | 4     | 0    | 0     | 0     | 0         | 0         | 4     | 0     |
| Всего за карьеру | Всего за карьеру | Всего за карьеру | 4     | 0    | 0     | 0     | 0         | 0         | 4     | 0     |